# Arrondissement Ancenis
Ancenis was een arrondissement van het Franse departement Loire-Atlantique in de regio Pays de la Loire. De onderprefectuur was Ancenis.
Op 1 januari 2017 is dit arrondissement samengevoegd met het arrondissement Châteaubriant om samen een nieuw arrondissement Châteaubriant-Ancenis te vormen.

## Kantons
Het arrondissement was samengesteld uit de volgende kantons:
- Kanton Ancenis
- Kanton Ligné
- Kanton Riaillé
- Kanton Saint-Mars-la-Jaille
- Kanton Varades